# Avon (Colorado)
Avon es un pueblo ubicado en el condado de Eagle en el estado estadounidense de Colorado. En el año 2000 tenía una población de 5561 habitantes y una densidad poblacional de 267,4 personas por km².

## Geografía
Avon se encuentra ubicada en las coordenadas 39°38′18″N 106°31′18″O / 39.63833, -106.52167.

## Demografía
Según la Oficina del Censo en 2000 los ingresos medios por hogar en la localidad eran de $56.921, y los ingresos medios por familia eran $52.339. Los hombres tenían unos ingresos medios de $33.053 frente a los $30.703 para las mujeres. La renta per cápita para la localidad era de $30.115. Alrededor del 13,9% de la población estaban por debajo del umbral de pobreza.